# Dorika pauliani
Dorika pauliani är en fjärilsart som beskrevs av Pierre E.L. Viette 1961. Dorika pauliani ingår i släktet Dorika och familjen nattflyn. Inga underarter finns listade i Catalogue of Life.